# Boom Boom Villette
Boom Boom Villette est un centre commercial du 19e arrondissement de Paris de 24 000 m2, centré autour d'une importante offre de restauration. Il est situé dans la quatrième travée jusqu'alors inoccupée du bâtiment de la Cité des sciences et de l'industrie, installée depuis 1986 dans les trois autres travées, projet inachevé destiné originellement à la grande salle des ventes des abattoirs de la Villette. Le centre ouvre ses portes le 30 novembre 2016 sous le nom de Vill'Up, puis devient Boom Boom Villette le 20 janvier 2024.

## Les travaux
Les travaux du centre commercial, réalisés par la société Eiffage Construction, ont commencé au début de l'année 2013 et ont représenté cinq ans de travaux,, dont un an de retard à la suite de l'incendie survenu le 20 août 2015. Celui-ci avait mobilisé 120 pompiers et 35 véhicules et conduit à la fermeture de la Cité au public, jusqu'à sa réouverture partielle le 9 octobre 2015 à l’occasion de la Fête de la Science, et la reprise des travaux de « Vill’Up » en novembre 2015. La zone de la Cité des sciences et de l’industrie proprement dite, fermée pour réhabilitation à la suite de l'incendie, a rouvert dans son intégralité en avril 2017, à l'occasion de l'exposition Terra Data.

## Vill'Up
Géré par la foncière commerciale Apsys, le centre commercial était composé à son ouverture d'une cinquantaine de boutiques et restaurants qui accompagnent une offre de loisirs, dont un multiplexe cinéma Pathé, un parc d’attraction spatial, ainsi que du premier tube de chute libre indoor installé dans un centre commercial en Europe. Fin 2022, et alors que les fermetures de magasins se succèdent, le centre annonce recentrer son activité sur les loisirs et la restauration.

## Boom Boom Villette
Après deux ans de travaux et plusieurs reports, le centre commercial prend le nom de Boom Boom Villette le 20 janvier 2024. Seuls le simulateur de chute libre et le cinéma sont restés ouverts, et l'offre est à présent centrée sur une aire de restauration de 4 000 m² comprenant une vingtaine de restaurants.
Aujourd'hui, le centre propose également des escapes game autour de l'univers de Batman (Batman Escape), un jeu de questions-réponses (Quiz Room), un centre de jeu (Seven Squares) et des tables de shuffleboard (Shuffled).